# Webml
WebML (Web Modeling Language) es una notación visual para el diseño de aplicaciones Web complejas que usan datos intensivamente. Provee especificaciones gráficas formales para un proceso de diseño completo que puede ser asistido por herramientas de diseño visuales.
Disponen de una herramienta CASE que facilita la creación de páginas web en jsp.
WebRatio
También existe una extensión del módulo de navegación de UML propuesto por Jim Conallen, para el manejo de proyectos de aplicaciones web